# L'Etivaz

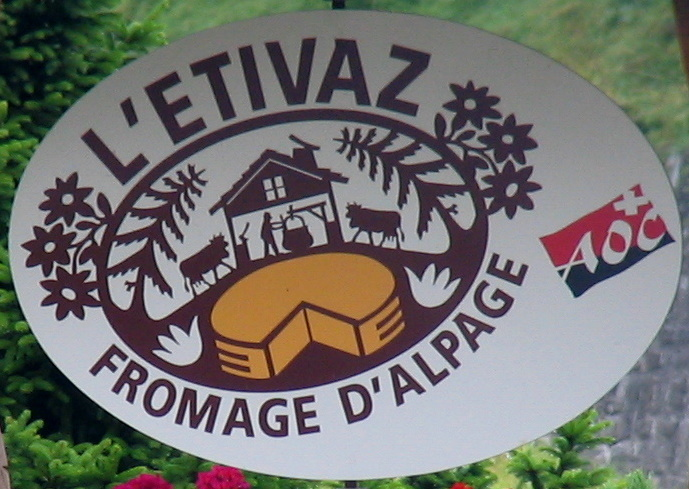
L'Étivaz

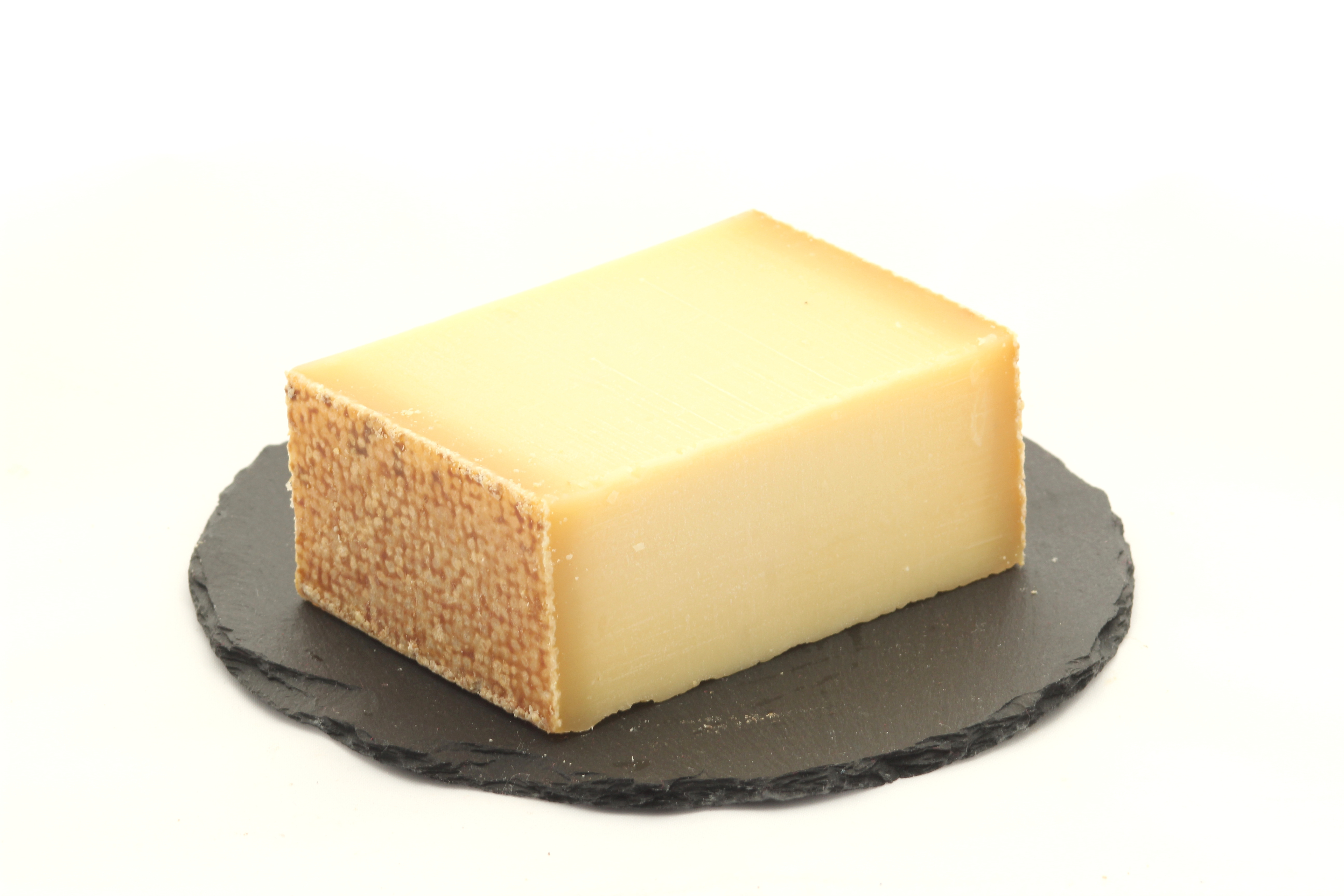
L'Étivaz

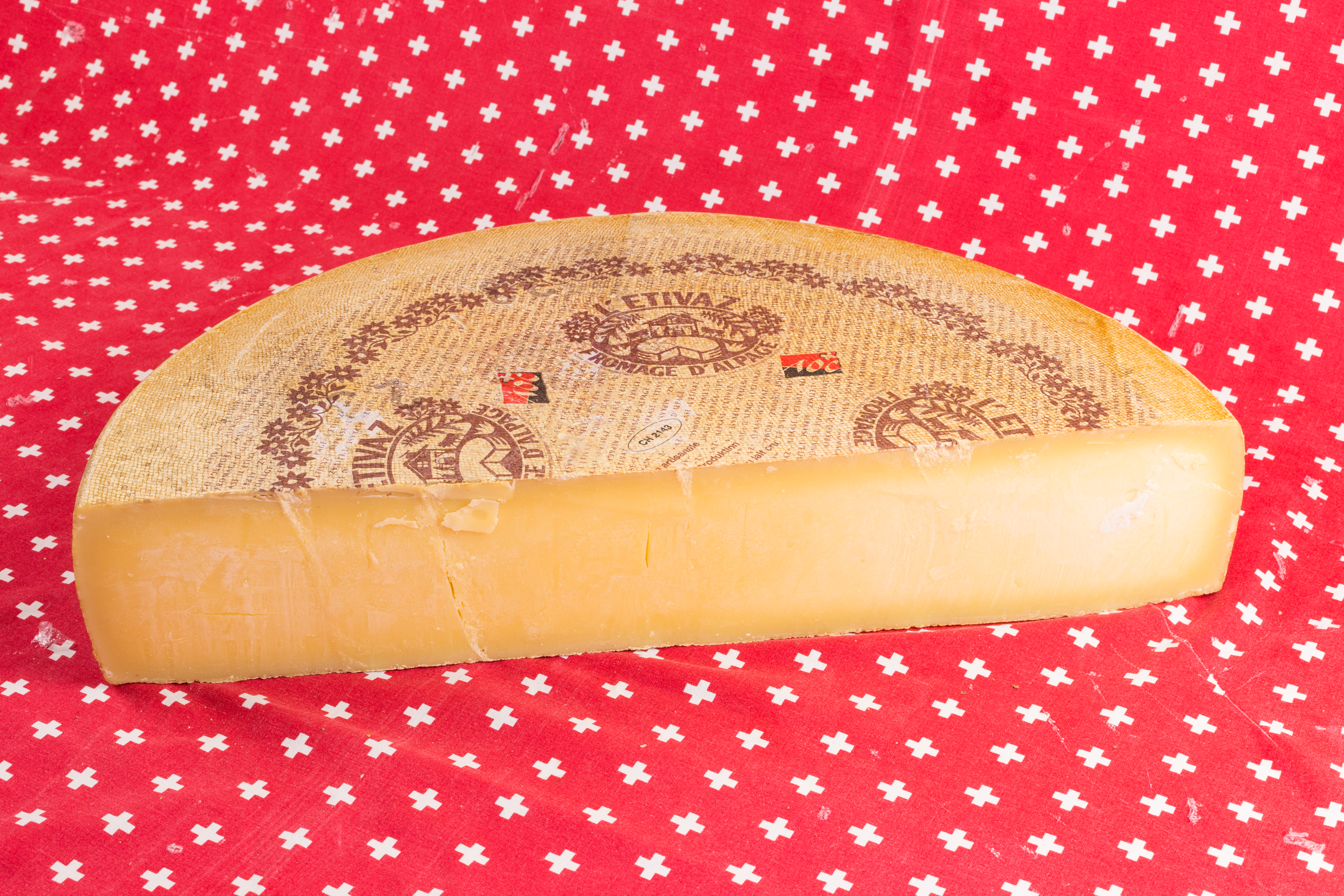
Pieza redonda de queso L'Étivaz

L'Etivaz es un queso de origen suizo elaborado con leche de vaca, llamado así por su lugar de su origen, de gusto muy similar al queso Gruyère surchoix.
L'Etivaz es una aldea situada en el suroeste de los Alpes suizos, justo debajo del Col des Mosses, en el cantón de Vaud. Tiene unos 150 habitantes. El queso se fabrica en los municipios de Château-d'Œx, Rougemont, Rossinière, Ormont-Dessous, Ormont-Dessus, Leysin, Corbeyrier, Villeneuve, Ollon y Bex. 

## Historia
En la década de 1930, un grupo de 76 familias productoras de Gruyère consideraron que la normativa gubernamental permitía a los queseros comprometer las cualidades que hacían tan especial al buen Gruyère. Se retiraron del programa gubernamental del Gruyère y "crearon" su propio queso, L'Etivaz, llamado así por el pueblo en el que vivían. En 1932 fundaron una cooperativa y en 1934 se construyeron las primeras bodegas de queso.

## Fabricación
L'Etivaz se elabora esencialmente como el Gruyère hace 100 años. Sólo se elabora cuando las vacas pastan en verano en los pastos alpinos. Debe elaborarse en calderas de cobre tradicionales, y sólo en fuegos de leña abiertos a la antigua usanza. El queso resultante es un poco más cremoso y menos picante que el Gruyère antiguo, pero suave y sabroso. L'Etivaz tiene una textura firme con un sabor afrutado y ligeramente a nuez, que varía en función del suelo de los distintos pastos. Es de color amarillo marfil y ligeramente pegajoso debido a su salinidad. Se envejece entre 5 y 13 meses antes de su consumo.
El queso se forma en una rueda de 40 a 65 cm de diámetro con un grosor de 10 cm y un peso de 20 a 50 kg. Originalmente, el queso tenía una gran distribución de pequeños agujeros; sin embargo, el queso moderno rara vez muestra agujeros. Se puede ver una fisura horizontal ocasional bajo la corteza. Se come al final de la comida con pasas o higos frescos. Otro excelente acompañamiento son las nueces y las rodajas de pera.

## Certificación
En el año 2000, el queso L'Etivaz fue el primer producto suizo distinto del vino en obtener una denominación de origen controlada (DOC). En 2013, la certificación fue sustituida por la denominación de origen protegida (DOP).